# Archiearis extrema
Archiearis extrema är en fjärilsart som beskrevs av Hans Rebel 1910. Archiearis extrema ingår i släktet Archiearis och familjen mätare. Inga underarter finns listade i Catalogue of Life.